# ۱۹۱۴ (فیلم)
۱۹۱۴ فیلمی آلمانی به کارگردانی ریچارد اوسوالد در سبک درام است که در سال ۱۹۳۱ منتشر شد.

## بازیگران
- آلبرت باسرمن
- آلفرد ابل
- برنهارد گوتزکه
- اسکار هومولکا
- برونو زینر
- تئودور لوس
- پاول بیلت